# Када ћеш се удати? (Пол Гоген)
Када ћеш се удати? (енгл. When Will You Marry?, фр. Quand te maries-tu ?) је уље на платну из 1892. француског постимпресионистичког уметника Пола Гогена.

## Историја
Гоген је први пут посетио Тахити 1891. године. Надао се да ће тамо пронаћи „митски рај у којем ће моћи да створи чисту, „примитивну“ уметност“, уместо лажних, "примитивистичких" (идеализованх) дела која су стварали сликари у Француској. По доласку је открио да Тахити није онакав каквим га је замишљао: колонизован је у 18. веку, а најмање две трећине староседелачког становништва острва убиле су болести које су донели Европљани. „Примитивна“ култура била је уништена. Упркос томе, насликао је многе слике домородачких жена: голих, обучених у народну ношњу домородаца Тахитија и одевених у хаљине европског типа, као и задња фигура на слици „Кад ћеш се удати?

## Продаја
У приватном власништву породице швајцарског колекционара Рудолфа Штехелина (1881-1946), ова слика била је позајмљена музеју у Базелу, у Швајцарској, где је била изложена скоро пола века. У фебруару 2015. године слика је продата сестри владајућег емира Катара, за близу 210 милиона америчких долара (155 милиона фунти стерлинга) ), једна од највиших цена икад плаћених за уметничко дело.